# Jeanne Bessert
Jeanne Bessert (1817 oder 1818 – 3. September 1856) war eine Bürgerin von Genf, die in Le Locle lebte. Sie war Mutter von sechs Kindern.
Bessert wurde am 3. September 1856 von Gustav Jeanneret erschossen, der zusammen mit anderen royalistischen Soldaten im Zuge des Neuenburgerhandels versuchte, La Chaux-de-Fonds zu besetzen.
Die Affäre der Ermordung von Jeanne Bessert hatte erhebliche Auswirkungen auch in diplomatischen Kreisen.
Jeanneret wurde zu zehn Jahren Zuchthaus verurteilt, da das Neuenburger Gericht seine Tat als ein gemeines Verbrechen ansah, das nicht unter die Amnestie für die Royalisten, die mit dem Vertrag von Paris vom 26. Mai 1857 zur Anwendung kam, fallen könne.